# Missile M1
Pour les articles homonymes, voir M1.
Le missile M1 est un missile mer-sol balistique stratégique (MSBS) français qui arme les deux premiers sous-marin nucléaire lanceur d'engins français. Ce missile comporte deux étages à propergol solide et emporte une seule tête nucléaire MR 41 de 500 kt équivalent TNT avec une portée de 2 450 kilomètres. Déployés à compter de 1971, 16 missiles de ce type arment les sous-marins de la classe Le Redoutable. D'une portée trop faible, il est rapidement remplacé par le missile M2 (portée 3 000 kilomètres) qui entre en service opérationnel dès 1974.

## Développement
Pour des articles plus généraux, voir Histoire du missile balistique et Classe Le Redoutable.

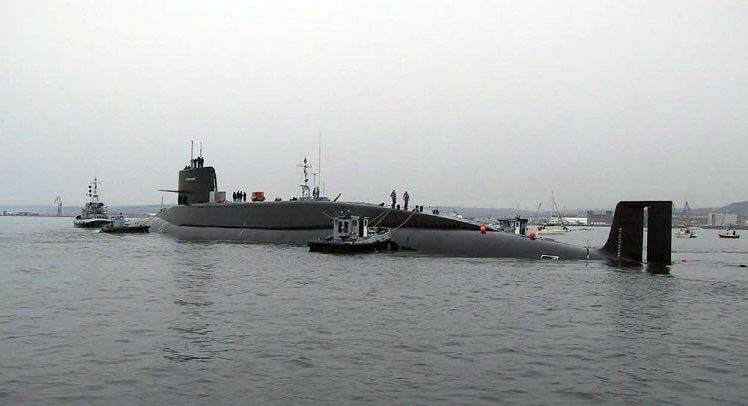
Le sous-marin nucléaire lanceur d'engins Le Redoutable.

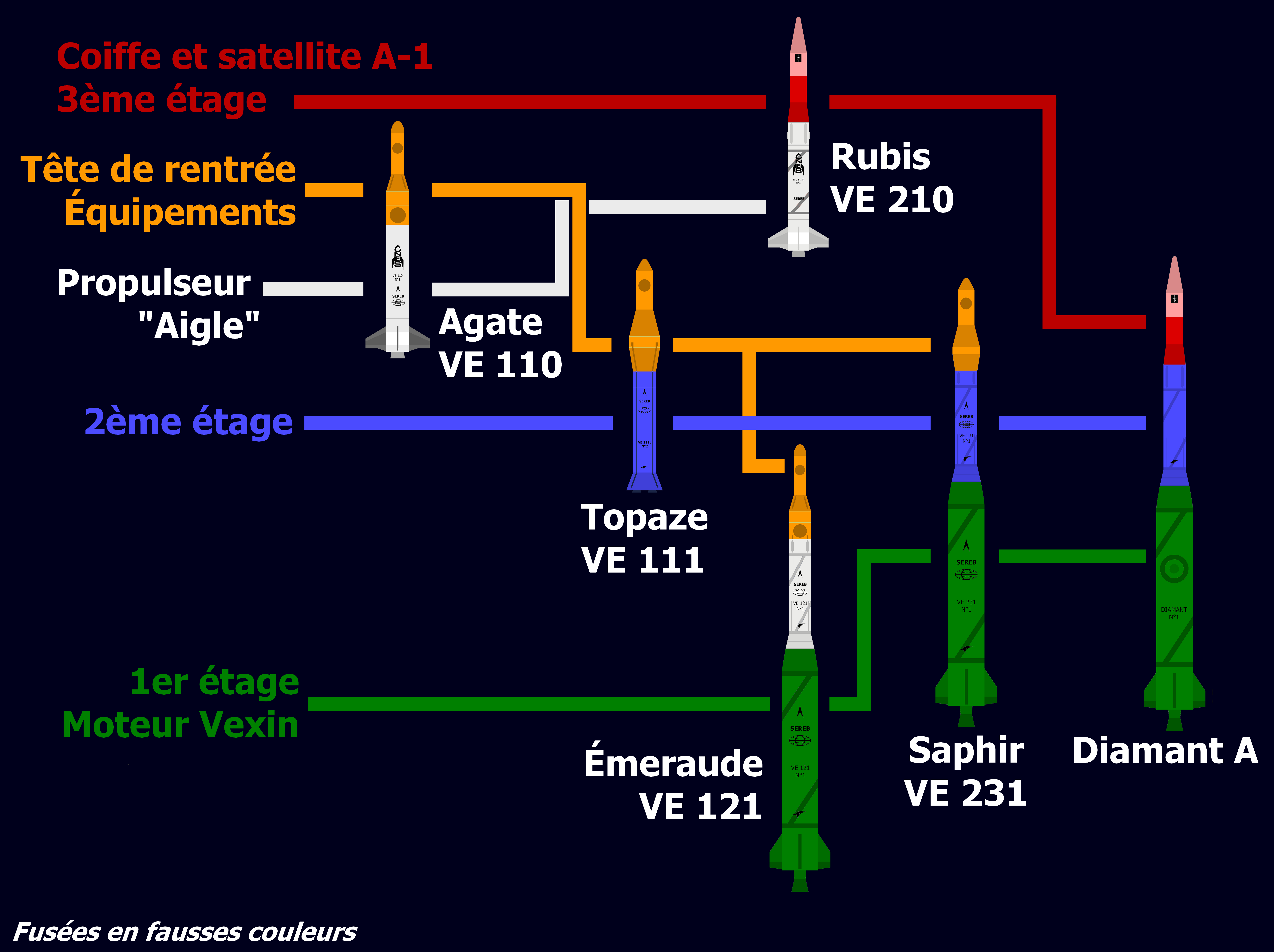
Les fusées du programme des Pierres Précieuses.

En juin 1963 le Conseil de Défense fige les caractéristiques des missiles balistiques qui doivent armer les premiers sous-marins nucléaires lanceurs d'engins français de la classe Le Redoutable. Ceux-ci doivent embarquer 16 missiles (une configuration à 8 missiles a été envisagée), dont la portée souhaitée est de 2 500 kilomètres et qui doivent emporter une charge militaire (bombe nucléaire) de 700 kilogrammes. Le missile doit pouvoir être lancé depuis un sous-marin en immersion (donc nécessairement en mouvement car celui-ci ne peut être immobile pour rester stable) dans des conditions de forte houle. La précision doit être compatible avec une stratégie de bombardement des cités. Le missile doit être opérationnel début 1970. À l'époque la France ne maîtrise aucune des technologies nécessaires à la réalisation de ce missile même si certaines sont en cours de test. La SEREB (Société d'étude et de réalisation d'engins balistiques) qui a été créée en 1959 par les dirigeants français pour créer une industrie des systèmes balistiques, est chargée de développer le nouveau missile. La SEREB a lancé en 1960 le programme des Pierres précieuses qui doit permettre  de mettre au point de manière méthodique les différentes fonctions d'une fusée (propulsion liquide et solide, pilotage, guidage et rentrée atmosphérique). Dans le cadre de ce programme plusieurs fusées expérimentales — Agate, Topaze, Émeraude et Rubis — sont réalisées et lancées depuis le site d'Hammaguir en Algérie. Ces travaux ont un objectif civil (mise au point du premier et seul lanceur spatial français Diamant) mais également militaire. La fusée Rubis (VE 231) est utilisée pour évaluer les phénomènes de rentrée atmosphérique qui affecteront les têtes nucléaires du missile tandis que le deuxième et troisième étage de la fusée Diamant sont pratiquement des copies à échelle réduite des futurs M1/M2/M20 qui arment les Redoutable mais également du missile S3 (sol-sol) déployé sur le plateau d'Albion.

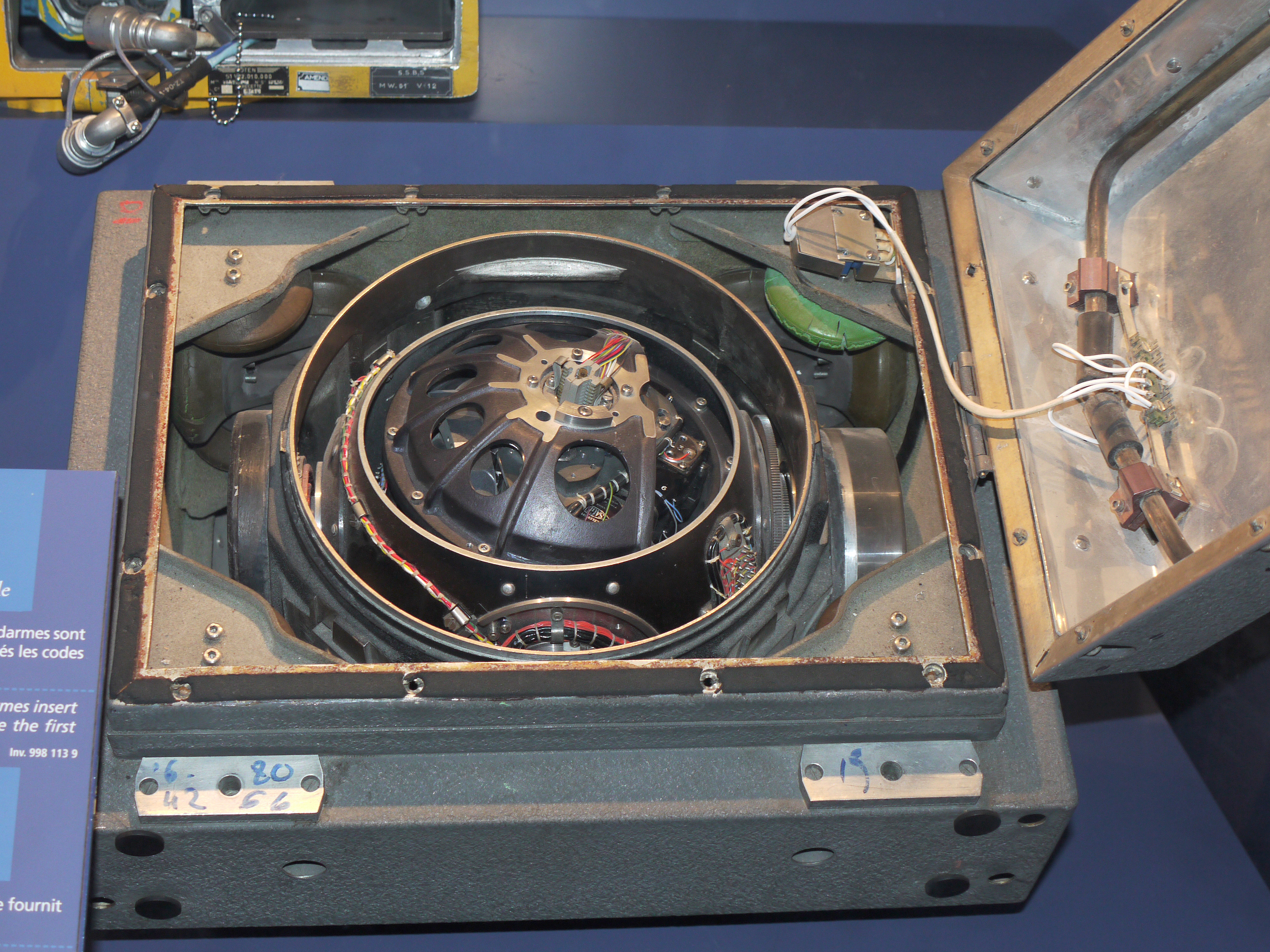
Gyroscope du missile S3 sans doute similaire à celui qui équipe les premiers missiles embarqués sur les SNLE.

Le lancement d'un missile, que ce soit depuis une plateforme fixe (missile sol-sol du plateau d'Albion) ou mobile (SNLE) nécessite de disposer d'une centrale inertielle (comprend un gyroscope et des accéléromètres) extrêmement précise. En 1960, lorsque le général de Gaulle décide de créer la force nucléaire stratégique, les industriels français ont une maîtrise très relative de ce domaine pointu. La Sagem a acquis en 1958 une licence de fabrication auprès de la société américaine Kearfott (en) pour une centrale inertielle utilisable par un engin balistique de 100 kilomètres de portée. Celle-ci n'est pas suffisamment précise pour un missile dont la portée est de plusieurs milliers de kilomètres. La détérioration des relations de la France avec les États-Unis impose le développement d'une filière de fabrication nationale. Ces travaux vont représenter un budget équivalent à celui du prototype de réacteur nucléaire. La Sagem est chargée de développer la centrale inertielle de navigation pour sous-marin (CIN) ainsi que celle embarquée sur le missile tandis que le laboratoire de recherche LRBA réalise les essais. Les principes utilisés sont validés par le lancement réussi de la version guidée de la fusée Saphir et par celui du lanceur Diamant en 1965. Électronique Marcel Dassault (EMD) fournit les calculateurs de guidage tandis que SFENA et LCT livrent les électroniques de pilotage. Ces travaux débouchent sur une version opérationnelle qui est incorporée dans les premiers missiles en 1971.
Le missile M1, qui équipe initialement les Redoutable a une masse de 18 tonnes et un diamètre d’un mètre cinquante. Il comprend deux étages chargés respectivement de 10 et 4 tonnes de propergol solide constitué par un mélange de perchlorate d'ammonium (comburant) et le polyuréthane (carburant). Le propergol solide a été choisi car, bien que moins performant à masse égale que les ergols liquides, il ne pose pas de problème lié au stockage sur de longues durées, besoin critique à bord des sous-marins. Les essais statiques du missile ont lieu à Saint-Médard-en-Jalles (agglomération de Bordeaux) autour de la poudrerie de Saint-Médard qui assure la fabrication du propergol. C'est là que se sont installés les différents industriels participant à la fabrication du missile : la SNECMA pour la structure en acier du premier étage, la SEPR pour les tuyères et le propulseur dans son ensemble des deux étages et Sud-Aviation pour la structure en fibre de verre du deuxième étage. Les essais statiques s'achèvent en 1968. Les essais en vol du premier étage ont lieu à Hammaguir, puis depuis un caisson immergé au large de l'île du Levant et enfin depuis un sous-marin spécialement équipé, le Gymnote.   
Le lancement d'un missile balistique depuis un sous-marin en plongée présente de nombreuses difficultés. Le missile doit être expulsé à l'aide d'air comprimé avec une vitesse suffisante pour atteindre la surface. Pour rester stable un sous-marin doit toujours être en mouvement. Mais ce déplacement déséquilibre le missile lorsqu'il sort du tube. En atteignant les eaux de surface le missile est de nouveau déstabilisé par la houle et il doit parvenir à corriger un angle de sortie qui peut être très éloigné de la verticale. Dépourvu d'empennages pour pouvoir coulisser dans son tube, le missile est aérodynamiquement instable ce qui complique la mise au point du système de pilotage de la fusée. Enfin au moment de l'expulsion du missile par le sous-marin l'eau s'engouffre dans le tube qu'il occupait. Il faut parvenir à empêcher celle-ci de noyer complètement le tube car la masse serait supérieure à celle du missile et compromettrait la stabilité du sous-marin. Aussi pour mettre au point ce processus de lancement très complexe sans dépendre de la livraison du Redoutable, des essais sont d'abord effectués à échelle réduite puis à l'échelle 1 à partir d'un caisson (baptisé Nemo) contenant un tube de lancement qui est immergé. Pour parachever ces tests dans des conditions plus proches du fonctionnement opérationnel, les responsables du projet décident en 1962 de construire un sous-marin expérimental : le Gymnote. Celui-ci est réalisé à partir de la coque du sous-marin Q244 (diamètre de 8,5 mètres) en intercalant une tranche d'une diamètre de 10,6 mètres contenant quatre tubes de lancement. La réalisation du Gymnote est achevée le 17 mars 1964 et il est mis en service le 17 octobre 1966. Il sera également utilisé pour la mise au point du missile M4 puis désarmé le 1er octobre 1986,. Les essais du missile complet sont d'abord effectués depuis le Centre d'essais des Landes durant l'été 1968 qui vient d'être inauguré (quatre tirs dont deux réussis). Les essais suivants ont lieu à bord du Gymnote (sept tirs dont cinq réussis d'une version intermédiaire puis huit tirs dont six réussis de la version de production). Ces lancements permettent de qualifier le lancement depuis un sous-marin en plongée. Deux tirs de qualification tous deux réussis auront encore lieu depuis le Redoutable les 29 mai et 26 juin 1971.
Début 1972 avec deux ans de retard sur la date prévue, le missile devenait opérationnel.   

### Mise au point de l'ogive nucléaire
La France dispose depuis 1964 d'une arme nucléaire de 50 kilotonnes équivalent en TNT qui est emportée par des avions Mirage IV. Pour le missile équipant les sous-marins de la classe du Redoutable il est demandé de développer une charge militaire dix fois plus puissante (500 kt) qui conserve toutefois la masse et les dimensions de l'arme équipant les Mirage. Celle-ci doit en plus résister aux conditions sévères rencontrées durant le vol du missile (accélération, température) et répondre à des niveaux de sécurité très élevés nécessaires dans les SNLE. Les études sur cette charge militaire débutent en 1963. Pour équiper les missiles embarqués l'idéal serait d'équiper ceux-ci d'une bombe thermonucléaire (bombe H) beaucoup plus compacte que la bombe A utilisée par les Mirage IV. Mais les travaux des chercheurs français dans ce domaine piétinent (ce qui leur attirera les foudres du général de Gaulle) et le choix porte sur une variante de la bombe A, dite à fission exaltée, qui grâce à un matériau à base de tritium permet d'obtenir une puissance explosive plus importante qu'une simple bombe A toutefois au prix d'une grande complexité de conception. La première bombe  de ce type est réalisée avec l'uranium enrichi produit par l'usine de Pierrelatte qui a commencé à fonctionner en 1967. Le résultat de ces travaux, la tête nucléaire MR41, est testé au Centre d'expérimentation du Pacifique en juin 1968. De manière ironique, quelques semaines plus tard explosait sur le même site la première bombe thermonucléaire française qui traçait l'avenir de l'arme nucléaire,. 
Au cours d'essais de vibration de la charge MR41 une rupture mécanique est constatée et entraîne des travaux de renforcement de la structure de la bombe. L'utilisation du tritium génère par ailleurs de nouvelles contraintes car ce gaz radioactif à demi-vie relativement courte (12 ans) se transforme en hélium ce qui augmente la pression interne dans la charge nucléaire. L'enveloppe en acier doit être renforcée pour contenir ce gaz sans porter atteinte aux performances de l'arme. Les représentants de la Marine nationale imposent à la DAM (concepteur de la bombe) des tests poussés qui reculent la mise au point de l'arme opérationnelle jusqu'en 1971. Finalement une charge nucléaire opérationnelle, respectant le devis de poids et la puissance souhaitée, est testée avec succès à Moruroa en juin 1971 et les premiers missiles sont embarqués à bord du Redoutable en 1972. La tête nucléaire MR41 ne sera qu'un engin de transition car elle sera très rapidement remplacée par la MR60 utilisant une bombe thermonucléaire (missile M20 déployée à compter de 1977). Initialement le commandant des sous-marins dispose d'un équipement permettant de contrôler en cours de mission la disponibilité de la charge nucléaire des missiles embarqués. Ce dispositif, générateur d'une charge de travail sans valeur ajoutée, sera supprimé à la demande des commandants à partir de la livraison de L'Indomptable.

## Caractéristiques techniques
Le missile M1 qui équipe à leurs débuts les deux premiers Redoutable, comprend deux étages à propergol solide (polybutadiène hydroxytéléchélique). Entre les deux étages s'intercale une structure contenant le dispositif pyrotechnique de séparation du premier étage. Au-dessus du deuxième étage on trouve la case à équipements comprenant la centrale à inertie, le calculateur de guidage, le bloc de pilotage et le système de séparation du deuxième étage. La tête militaire qui contient la charge nucléaire protégée par le corps de rentrée surmonte le tout. Le missile est stocké dans un tube interne qui débat de manière élastique  dans un tube externe grâce à une suspension pour amortir les mouvements du bateau. Le tube externe qui déborde largement  au-dessus de la coque épaisse du sous-marin (mais est recouvert par la superstructure) participe de celle-ci. Un tapis de glissement est placé entre le missile et le tube interne pour éviter tout choc. Le tube est fermé par une porte qui s'ouvre pour permettre le tir du missile. Une membrane en néoprène  empêche l'eau de mer de pénétrer dans le tube après son ouverture juste avant le lancement qui s'opère à faible profondeur. Un système de chasse utilisant de l'air comprimé expulse le missile vers la surface à près de 100 km/h. La membrane en néoprène est déchirée par le missile lorsque celui-ci est lancé.

## Déploiement
Le missile M1 est mis en service en 1972 sur les deux premiers SNLE français : Le Redoutable et Le Terrible. Mais ses capacités sont limitées par sa portée de 2 450 kilomètres. Pour que le missile puisse atteindre Moscou (à cette époque de guerre froide l'Union soviétique constitue l'unique menace de conflit nucléaire pour la France), il faut que le sous-marin soit positionné en mer de Norvège ou dans le golfe de Gênes des mers trop fréquentées et de taille trop réduite pour permettre de patrouiller à l'abri des menaces. Dès 1958 la Marine nationale avait demandé que la portée soit allongée à 3 000 km,,. Il est rapidement remplacé sur  cette classe de SNLE successivement par les missiles M2, M20 et M4  dont les caractéristiques sont résumées dans le tableau ci-dessous : 
| Caractéristique         | Missile M1                      | Missile M2                      | Missile M20                                                           | Missile M4                                                      |
| ----------------------- | ------------------------------- | ------------------------------- | --------------------------------------------------------------------- | --------------------------------------------------------------- |
| Date de mise en service | janvier 1972                    | avril 1974                      | janvier 1977                                                          | mai 1985                                                        |
| Hauteur                 | 10,4 m.                         | 10,67 m.                        | 10,67 m.                                                              | 11 m.                                                           |
| Diamètre                | 1,50 m.                         | 1,50 m.                         | 1,50 m.                                                               | 1,93 m.                                                         |
| Nbre étages             | 2 étages                        | 2 étages                        | 2 étages                                                              | 3 étages                                                        |
| Masse                   | 18 t.                           | 19,5 t.                         | 19,5 t.                                                               | 36 t.                                                           |
| Portée                  | 2 450 km                        | < 3 000 km                      | > 3 000 km                                                            | 5 000 km                                                        |
| Charge militaire        | 1 tête nucléaire MR 41 (500 kt) | 1 tête nucléaire MR 41 (500 kt) | 1 tête nucléaire TN 60 (1 Mt) puis 1 tête nucléaire TN 61 (en) (1 Mt) | 6 têtes nucléaires TN 70 (150 kt)                               |
| Autre caractéristique   | Deuxième étage RITA 1           | Deuxième étage RITA 2           | Deuxième étage RITA 2                                                 | Lanceur refondu                                                 |
| Sous-marin équipé       | Le Redoutable Le Terrible       | Le Redoutable Le Terrible       | Le Redoutable Le Terrible Le Foudroyant L'Indomptable Le Tonnant      | Le Terrible L'Indomptable Le Foudroyant Le Tonnant L'Inflexible |

## Retombées industrielles
Dans le cadre du programme des missiles M1, S2 et du lanceur spatial Diamant, les principaux acteurs industriels français de l'aéronautique acquièrent la connaissance qui leur permettra de faire jeu égal avec les Américains dans le domaine des lanceurs classiques dans le cadre du programme Ariane : les établissements de la future Aérospatiale pour le corps des fusées, Snecma pour la propulsion, Matra pour la case à équipements, SFENA et SAGEM pour la centrale à inertie. Des organismes de recherche comme l'ONERA (aérodynamique, propulsion), le CNET et le CNRS participent en amont aux études de conception des missiles, du lanceur et des satellites.